# Gruppo dello Scultore
Il Gruppo dello Scultore è il gruppo di galassie più vicino al Gruppo Locale di galassie.
Prende il nome dalla costellazione dello Scultore, dove è situato il centro dell'ammasso.
La sua distanza dal Gruppo Locale è di circa 10 milioni di anni luce.

## Storia
La scoperta di questo gruppo di galassie risale al 1974 quando venne provata l'esistenza di materia intergalattica tra NGC 55 e NGC 300.

## Galassie componenti il Gruppo dello Scultore
La tabella riporta una lista di galassie che sono associate al Gruppo dello Scultore (I.D. Karachentsev e coll.)
| Nome Galassia                                 | Tipo        | R.A. (J2000)  | Dec. (J2000) | Redshift (z) | Distanza M a.l. | Immagine |
| --------------------------------------------- | ----------- | ------------- | ------------ | ------------ | --------------- | -------- |
| Nana Irregolare dello Scultore (Sculptor dIG) | IBm         | 00h 08m 13.3s | -34° 34′ 42″ | 0,000757     | 11              |          |
| NGC 45                                        | SA(s)dm     | 00h 14m 04.0s | -23° 10′ 55″ | 0,001558     | 22              |          |
| NGC 59                                        | SA(rs)0     | 00h 15m 25.1s | -21° 26′ 40″ | 0,001207     | 2               |          |
| Nana Ellittica dello Scultore (Sculptor-dE1)  | dE          | 00h 23m 51.7s | -24° 42′ 18″ |              | 13              |          |
| IC 1574                                       | IM(s)m      | 00h 43m 03.8s | -22° 14′ 49″ | 0,001204     | 3               |          |
| NGC 247                                       | SAB(s)d     | 00h 47m 08.5s | -20° 45′ 37″ | 0,000520     | 7               |          |
| NGC 253 (Galassia dello Scultore)             | SAB(s)c     | 00h 47m 33.1s | -25° 17′ 18″ | 0,000811     | 11              |          |
| ESO 540-030                                   | IABm        | 00h 49m 20.9s | -18° 04′ 32″ | 0,000747     | 11              |          |
| UGCA 15                                       | IB(s)m      | 00h 49m 49.2s | -21° 00′ 54″ | 0,000983     | 14              |          |
| ESO 540-32                                    | IAB(s)m pec | 00h 50m 24.3s | -19° 54′ 24″ | 0,000761     | 11              |          |
| NGC 625                                       | SB(s)m      | 01h 35m 04.6s | -41° 26′ 10″ | 0,001321     | 9               |          |
| ESO 245-05                                    | IB(s)m      | 01h 45m 03.7s | -43° 35′ 53″ | 0,001304     | 9               |          |
| UGCA 442                                      | SB(s)m      | 23h 43m 45.5s | -31° 57′ 24″ | 0,000891     | 13              |          |
| NGC 7793                                      | SA(s)d      | 23h 57m 49.8s | -32° 35′ 28″ | 0,000767     | 11              |          |

## Altre galassie
La tabella riporta una lista di galassie che sono spesso associate al Gruppo dello Scultore ma che in alcuni studi, per varie motivazioni, ne sono state escluse.

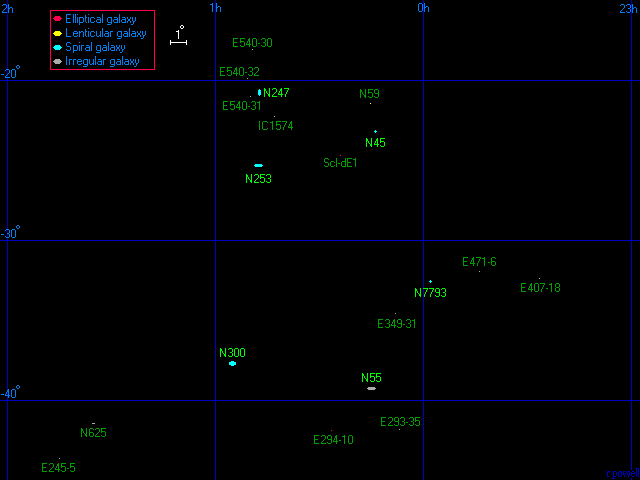
Mappa del Gruppo dello Scultore

| Nome Galassia           | Tipo   | R.A. (J2000)  | Dec. (J2000) | Redshift (z) | Distanza M a.l. | Immagine |
| ----------------------- | ------ | ------------- | ------------ | ------------ | --------------- | -------- |
| ESO 293-35              | IB(s)m | 00h 06m 51.5s | -41° 50′ 24″ | 0,000367     | 5               |          |
| NGC 55                  | SB(s)m | 00h 14m 53.5s | -39° 11′ 48″ | 0,000430     | 7               |          |
| ESO 294-10              | dS0/Im | 00h 26m 33.4s | -41° 51′ 19″ | 0,000390     | 5               |          |
| NGC 300                 | SA(s)d | 00h 54m 53.5s | -37° 41′ 04″ | 0,000480     | 7               |          |
| UKS 2323-326 (UGCA 438) | IB(s)m | 23h 26m 27.5s | -32° 23′ 20″ | -0,000207    |                 |          |